# Хайденрайх фон Лаутерберг
Хайденрайх (III) фон Лаутерберг (на немски: Heidenreich (III) von Lauterberg/Lutterberg; † между 1276 и 28 юли 1286 и 2 януари 1292) е граф на Лаутерберг/Лутерберг в Харц.
Той е най-големият син на граф Буркард Албус фон Шарцфелд-Лаутерберг († сл. 1267) и съпругата му Ода фон Хадмерслебен († сл. 1264), дъщеря на Гардолф II фон Хадмерслебен († сл. 1222) и Аделхайд († сл. 1222). Потомък е на граф Зигебодо фон Шарцфелд († 1157), основателят на линията на „графовете фон Шарцфелд-Лаутерберг (Лутерберг)“.
Родът Лаутерберг измира през 1400 г. Херцозите на Брауншвайг-Грубенхаген дават замъка Лаутерберг на графовете фон Хонщайн. През 1415 г. замъкът е разрушен в конфликт между графовете фон Хонщайн и херцог Ерих I фон Брауншвайг-Грубенхаген.

## Фамилия
Хайденрайх фон Лаутерберг се жени пр. 1 юли 1276 г. за Аделхайд фон Шпигелберг, дъщеря на граф Мориц I фон Шпигелберг († сл. 1289) и Маргарета II фон Верле († сл. 1285). Те имат децата:
- Ото фон фон Лаутерберг/Лутерберг († сл. 1349/ или 1350), господар на замък Шарцфелд, женен пр. 6 юли 1307 г. за Юта фон Росдорф († 1327), дъщеря на Лудвиг фон Росдорф, господар на Берг Хардегсен († 1292/1296) и Гизела фон Аденойс († сл. 1300); имат три сина и една дъщеря
- ? Хайзо фон Лаутерберг († сл. 1294)
- ? Алберт фон Лаутерберг († сл. 1294)
- ? Херман фон Лаутерберг († сл. 1294)
- ? София фон Лаутерберг († сл. 1288)
- ? Лойукард фон Лаутерберг († сл. 1328)